# Эллиот, Ланчестон
Ланчестон Эллиот (англ. Launceston Elliot; 9 июня 1874, Мумбаи, Индия — 8 августа 1930, Мельбурн, Австралия) — британский борец, гимнаст, легкоатлет и тяжелоатлет, чемпион и призёр летних Олимпийских игр 1896.

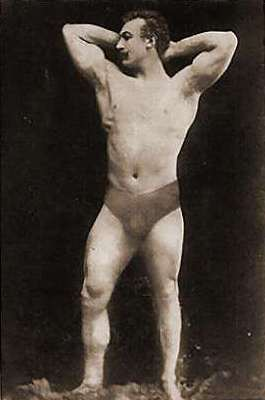
Ланчестон Эллиот в 1910 году

Эллиот вырос в аристократичной семье, и был наполовину шотландцем.
В 1896 году, он участвовал в летних Олимпийских играх в Афинах, и соревновался сразу в четырёх видах спорта.
Основным его амплуа была тяжёлая атлетика. Сначала, в толчке двумя руками, он занял второе место, хотя показал один результат в 111,5 кг с победителем соревнования датчанином Вигго Йенсеном. Однако в следующем состязании, толчке одной рукой, он взял реванш у датского спортсмена, подняв 71 кг, выиграв золотую медаль, и став первым британским олимпийским чемпионом.
Кроме того, он участвовал ещё в трёх видах спорта, но без особых успехов. В лёгкой атлетике он участвовал в квалификационном забеге на 100 м, но занял третье место и не прошёл в финал. В гимнастике он участвовал в лазании по канату и занял последнее пятое место. В борьбе Эллиот выбыл в четвертьфинале, проиграв немцу Карлу Шуману.
Через четыре года Эллиот принял участие в легкоатлетических соревнованиях на летних Олимпийских играх 1900 в Париже. Он соревновался в метании диска и занял 11-е место, разделив его с венгром Артуром Корейем. Они оба метнули снаряд на 31 м.
Оставив спорт, Эллиот переехал в Австралию, где умер от рака.